# Luisa Zaragozá Rico
Luisa Zaragozá Rico o Lluïsa Saragossà i Rico (Carlet, la Ribera Alta, 25 de agosto de 1647 - Valencia, 2 de febrero de 1727), también llamada Luisa de Carlet, fue una monja valenciana, famosa por su religiosidad y tenida en su tiempo por una persona santa.

## Biografía
Era hija del matrimonio formado por Francisco Zaragozá e Isabel Rico, que también tuvieron tres hijos más (uno de los cuales, Bernardo, fue sacerdote y beneficiado de la catedral de Valencia), y otra hija, Isabel, que fue religiosa capuchina en el monasterio de Alcira. Desde muy joven tuvo frecuentes visiones sobrenaturales y fue admirada por su virtud y humildad. Se casó el 14 de agosto de 1667 con Juan de Hernandorena, labrador, también natural de Carlet, aunque de origen vasco, y tuvieron cuatro hijos: Vicenta, Angela, Martí, y Rosa, que murió de corta edad.
Hernandorena, al recibir una herencia que le permitía vivir sin trabajar, se entregó de lleno al ocio. Luisa sufrió con resignación este cambio, y tuvo que soportar la calumnia de un falso amigo de su marido, cuya viciosa solicitud se había negado a complacer, y muchas otras dificultades similares. Enviudó el 24 de julio de 1684, después de diecisiete años de matrimonio, y vivió virtuosamente en viudedad durante cuarenta y dos años y medio, superando todo tipo de tentaciones, haciendo continuas penitencias y ayunos y con frecuentes visiones y éxtasis.

## Vida religiosa
Tomó el hábito y profesó la orden de las carmelitas terciarias en el convento de Carlet, donde fue elegida priora.
Hacia el fin de su vida se trasladó a Valencia, y murió en la casa que habitaba en la calle de Zaragoza, a los setenta y nueve años, tras una larga enfermedad, dejando muchos testigos de visión profética y curaciones prodigiosas. La sepultaron en la iglesia de San Felipe Neri, donde fue llevada desde su casa por Felipe de Castellví, conde de Carlet, Guillem de Pertusa, caballero de la orden de Montesa, Antonio Escrivá, de la orden de San Juan de Jerusalén, y José Caroz, marqués de Mirasol y caballero de Montesa.
Su vida y virtudes han sido objeto de obras hagiográficas de José Vicente Ortí y Mayor y Andrés Monzó Nogués y José Chover. A pesar de la veneración popular que tuvo tras su muerte, el culto fue cayendo en el olvido y no llegó a ser formalizado por la Iglesia.